# Flagge Osttimors
Die Flagge Osttimors wurde erstmals von der FRETILIN als Nationalflagge verwendet, als die Partei am 28. November 1975 die Unabhängigkeit der Kolonie Portugiesisch-Timor erklärte. Nach der Besetzung des Landes durch Indonesien wurde die Flagge erst mit der Wiederherstellung der Unabhängigkeit 2002 als Nationalflagge Osttimors angenommen.

## Beschreibung und Bedeutung

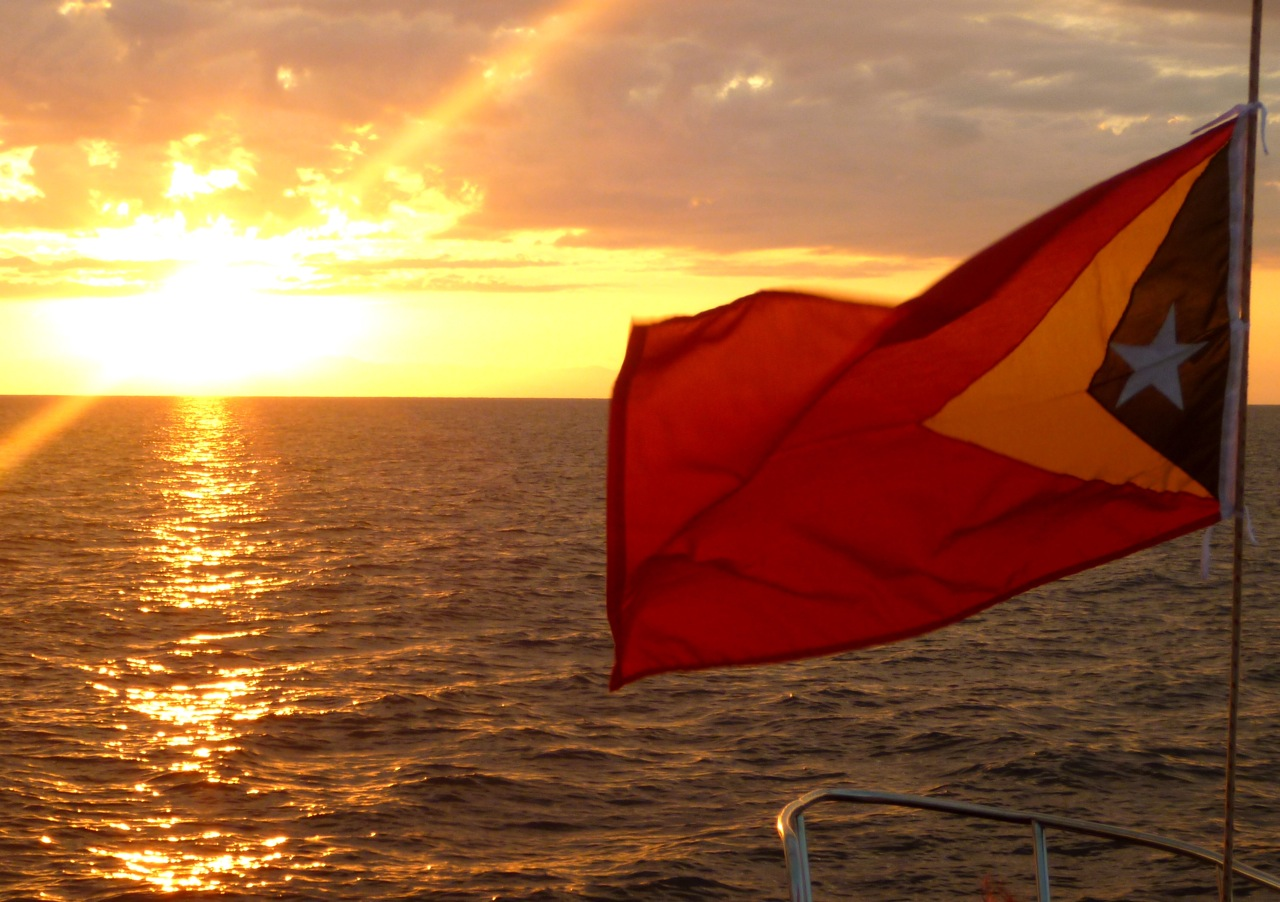
Die Nationalflagge bei Sonnenuntergang

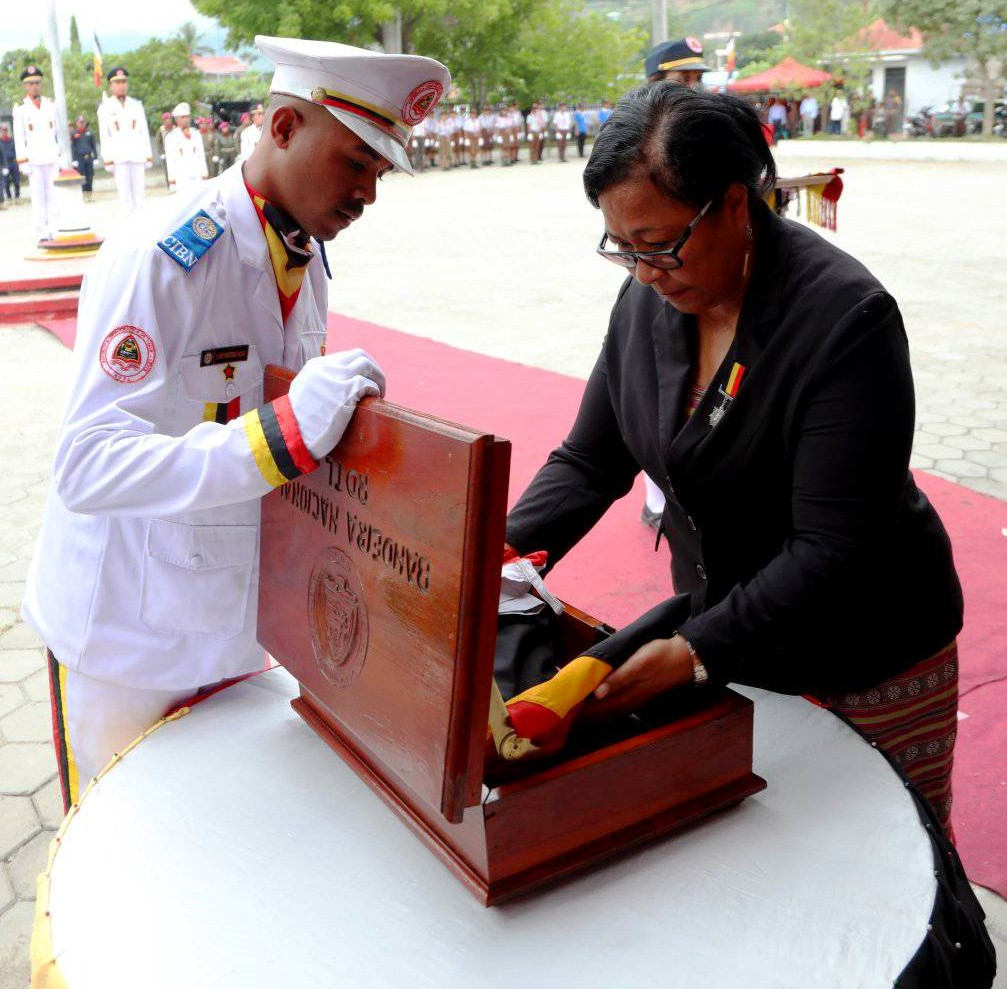
Die Nationalflagge wird am Proklamationstag aus ihrer Schatulle genommen (2022)

Die Grundfläche der Nationalflagge ist rot. Ein gelbes Dreieck verbindet die Ecken der Flagge an der Mastseite (Liek) mit der Mitte der Flagge. Auf dem gelben liegt ein schwarzes Dreieck, das mit seiner Spitze ein Drittel in die Flagge hineinreicht. Im Zentrum des schwarzen Dreiecks befindet sich ein fünfzackiger weißer Stern, dessen eine Spitze in die obere Ecke der Mastseite zeigt. Die Größe des Sterns entspricht einem Drittel der Flaggenhöhe.
Mit der Verfassung der Demokratischen Republik Timor-Leste vom 28. November 1975 wurde die Flagge erstmals offiziell angenommen. Der Symbolik dieser Flagge wurde folgende Bedeutung zugesprochen:
- Schwarz steht für die vier Jahrhunderte kolonialer Unterdrückung.
- Die gelbe Pfeilspitze erinnert an den Kampf für die Unabhängigkeit.
- Rot steht für das vergossene Blut der Bevölkerung.
- Der weiße Stern symbolisiert die Hoffnung auf eine bessere Zukunft.

Heute werden sowohl die Farben als auch deren Bedeutung in der neuen Verfassung der Demokratischen Republik Timor-Leste von 2002 (Teil I, Abschnitt 15) angegeben:
- Schwarz symbolisiert den Obskurantismus, der überwunden werden muss.
- Gelb steht für den Reichtum des Landes.
- Rot symbolisiert den Kampf für die nationale Freiheit.
- Weiß steht für den Frieden.

Flaggen sind in der Kultur Osttimors machtvolle Symbole und haben eine hohe kulturelle Bedeutung. Sie spielen bei den Osttimoresen eine bedeutende Rolle bei der Identifikation als Gemeinschaft. Flaggen wird automatisch eine symbolische Kraft zugesprochen, so dass sie zum heiligen Objekt wird.

### Variationen

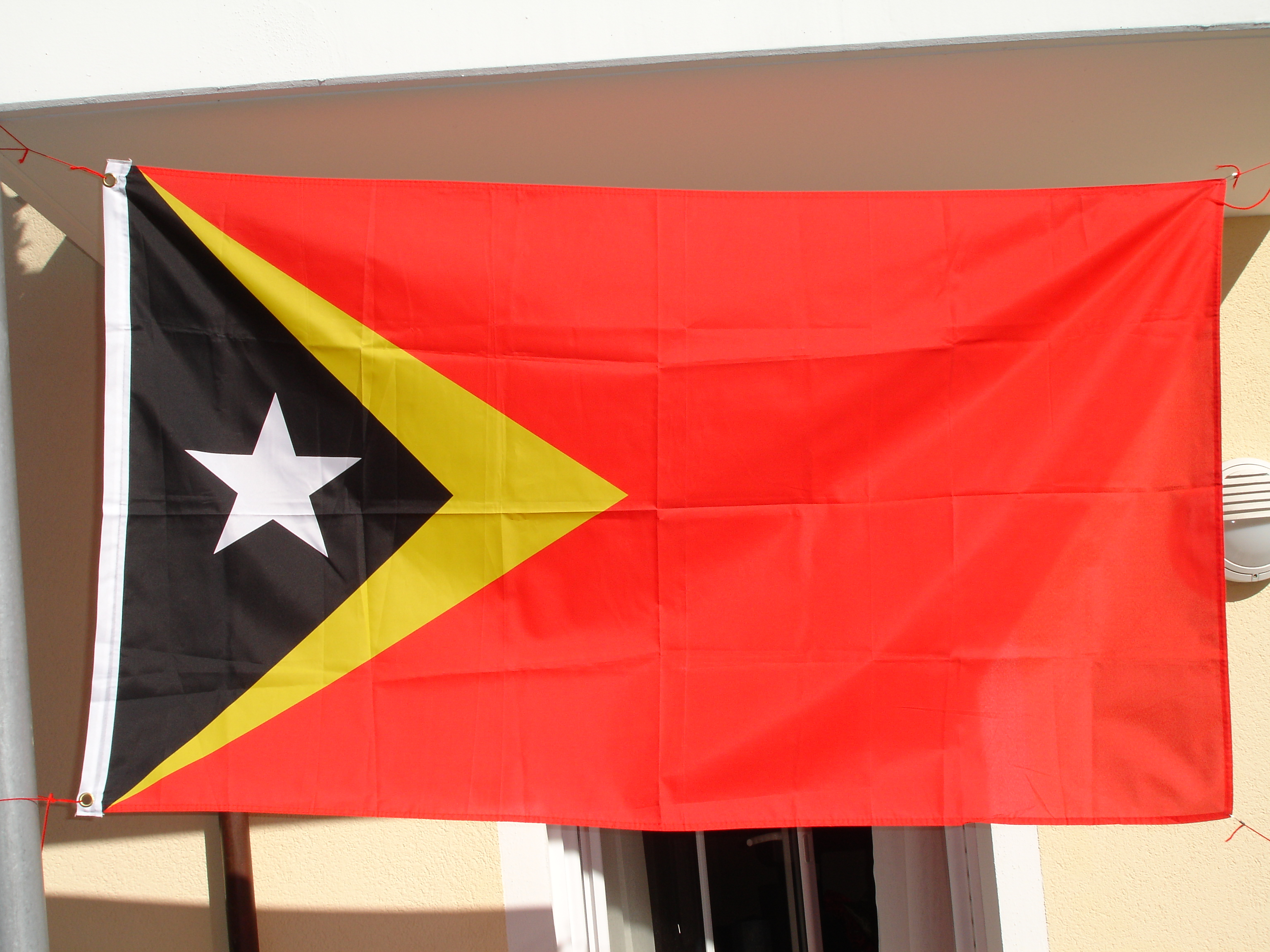
Flagge Osttimors
(entsprechend der Flagge der Unabhängigkeitszeremonie mit geradem Stern)

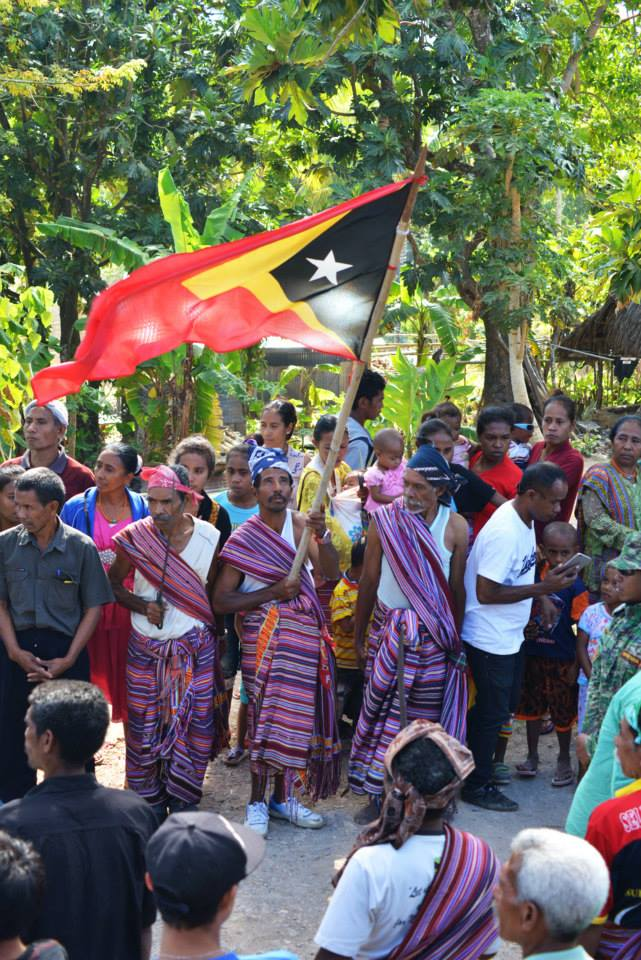
Nationalflagge in Souro

Die Töne der einzelnen Farben sind in der Verfassung nicht genau definiert. Das Independence Day Celebrations Committee der Übergangsverwaltung der Vereinten Nationen für Osttimor (UNTAET) gab das leicht orange (PMS 123) als korrekten Gelbton an, welches meist auf offiziellen Flaggen zu finden ist. In Flaggenabbildungen in Büchern oder im Internet, aber auch bei in Osttimor gebräuchlichen Flaggen ist zudem ein helles Gelb weit verbreitet. Das Rot entspricht laut der UNTAET-Quelle dem Ton PMS 485. Auch hier gibt es in Osttimor Versionen mit einem hellen Rot. Noch dunklere Versionen tauchen nur als Flaggenabbildung auf, aber nicht als Flaggen. Zwar gibt die UNTAET die Größe des schwarzen Dreiecks mit einem Viertel der Flaggenlänge an, die existierenden Flaggen und Abbildungen haben aber alle ein Dreieck mit einer Größe von einem Drittel.
Über die korrekten Proportionen der Flagge herrscht Uneinigkeit. Während die Flagge von 1975 immer das im Großteil Europas übliche Verhältnis 2:3 hatte, tauchten mit der Unabhängigkeit Osttimors Flaggen mit einem Verhältnis von 1:2 auch im offiziellen Gebrauch auf. Der Grund hierfür ist vermutlich, dass diese Flaggen in Australien hergestellt werden und hier die Proportionen 1:2 üblich sind. Eine klare einheitliche Regelung stand zunächst aus, doch das Gesetz 02/2007 über die nationalen Symbole zeigt im Anhang das Bild einer Flagge mit 1:2-Verhältnis. Des Weiteren führt das Gesetz im Artikel 4 die verschiedenen Formate der Flagge auf, in der die Flagge aus Stoff in öffentlichen Ämtern, Kasernen, privaten und staatlichen Schulen hängen soll. Typ 1 besteht aus einem Tuch mit einer Breite von 45 Zentimeter, Typ 2 aus einem Tuch mit 90 Zentimeter Breite, Typ 3 mit 135 Zentimeter und so weiter bis zu Typ 7 mit 315 Zentimeter Breite. Allerdings erlaubt der Artikel im Absatz 2 ausdrücklich auch kleinere und größere Flaggen sowie solche mit dazwischen liegenden Größen, solange die Proportionen eingehalten werden.
Oft sieht man auch Flaggen, bei denen der Stern mit seiner oberen Spitze gerade nach oben zeigt. Dies war bei der Flagge von 1975 häufig der Fall. Doch die heutige Verfassung gibt klar vor, dass der Stern mit einer Spitze in die linke obere Ecke zeigen soll. Dem folgt auch die Abbildung im Gesetz 02/2007.
Die Flagge Osttimors, die bei der Unabhängigkeitsfeier am 20. Mai 2002 verwendet wurde, hatte trotz der klaren Vorgaben einen geraden Stern. Außerdem hatte sie ein Seitenverhältnis von 1:2 (7,2 × 3,6 Meter) und verwendete das helle Gelb in Kombination mit dem hellen Rot. Sie wurde im australischen Darwin von der Manufaktur Ron Strachan hergestellt.

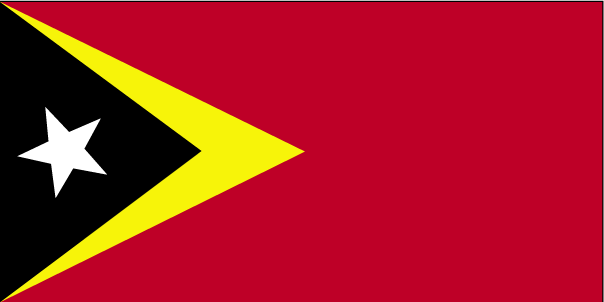
Variation mit hellem Gelb und Dunkelrot.
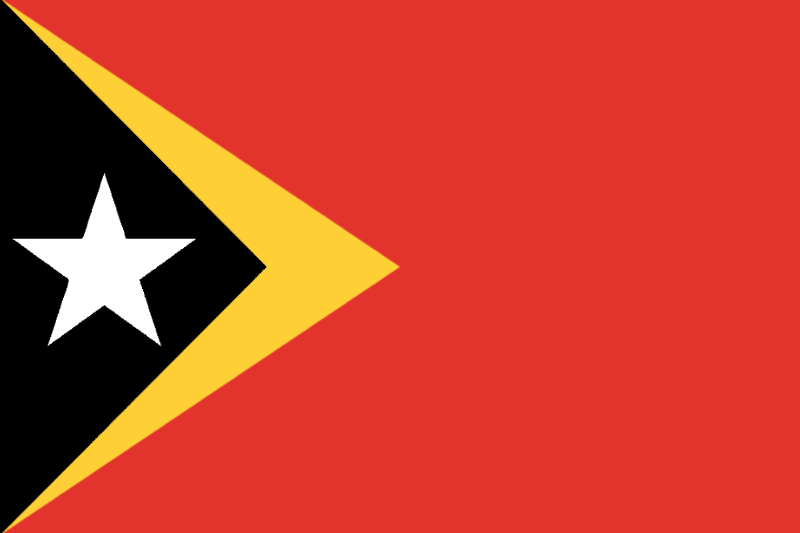
Historische Variation mit geradem Stern und 2:3-Seitenverhältnis
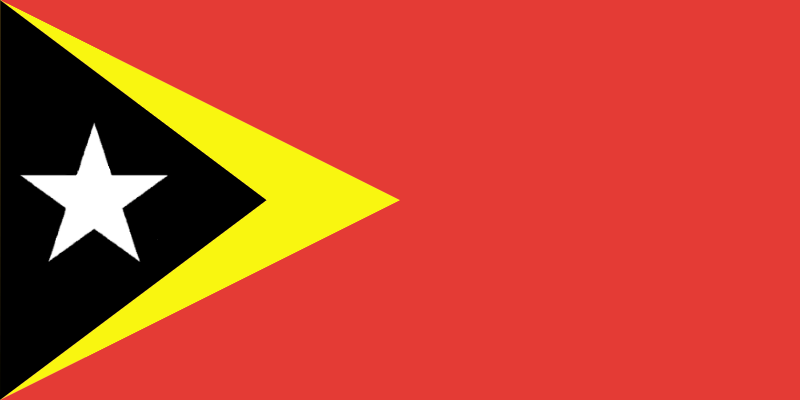
Flagge der Unabhängigkeits- zeremonie vom 20. Mai 2002

## Geschichte

Flagge des portugiesischen Gouverneurs

Bis zur Unabhängigkeit von Portugal verwendete die Kolonie Portugiesisch-Timor nur die Flagge Portugals. Die Liurais, die traditionellen Herrscher Timors, schöpften einen Teil ihres Herrschaftsanspruchs aus heiligen (Lulik) Gegenständen, die im Besitz der Herrscherfamilien waren. Als die Portugiesen die Timoresen unterwarfen, übergaben sie den Liurais als Vasallen die portugiesische Flagge, die in den Augen der Timoresen, genauso wie der Flaggenmast, selbst zu heiligen Objekten wurden, welche die Herrschaft der Portugiesen und der ihnen treuen Liurais legitimierte. Besonders in der Kultur der Mambai erhielt der Flaggenkult eine zentrale Bedeutung. Nach deren Ursprungsmythos entsteht die Weltordnung durch zwei Brüder. Der ältere Bruder, von dem demnach die Völker Timors abstammen, hat die rituelle Macht über den Kosmos inne. Der jüngere Bruder besitzt die Macht über die gesellschaftliche Ordnung. Von diesem stammen die nichttimoresischen Völker ab, in diesem Fall die Portugiesen. Der Mythos berichtet vom Verlust, der Suche und der Wiedererlangung eines verlorenen, heiligen Gegenstandes, nämlich der portugiesischen Flagge. Diese heilige Bedeutung der blau-weißen Flagge führte zu einigen Problemen, als die Flagge Portugals 1910 beim Wechsel von der Monarchie zur Republik geändert wurde.

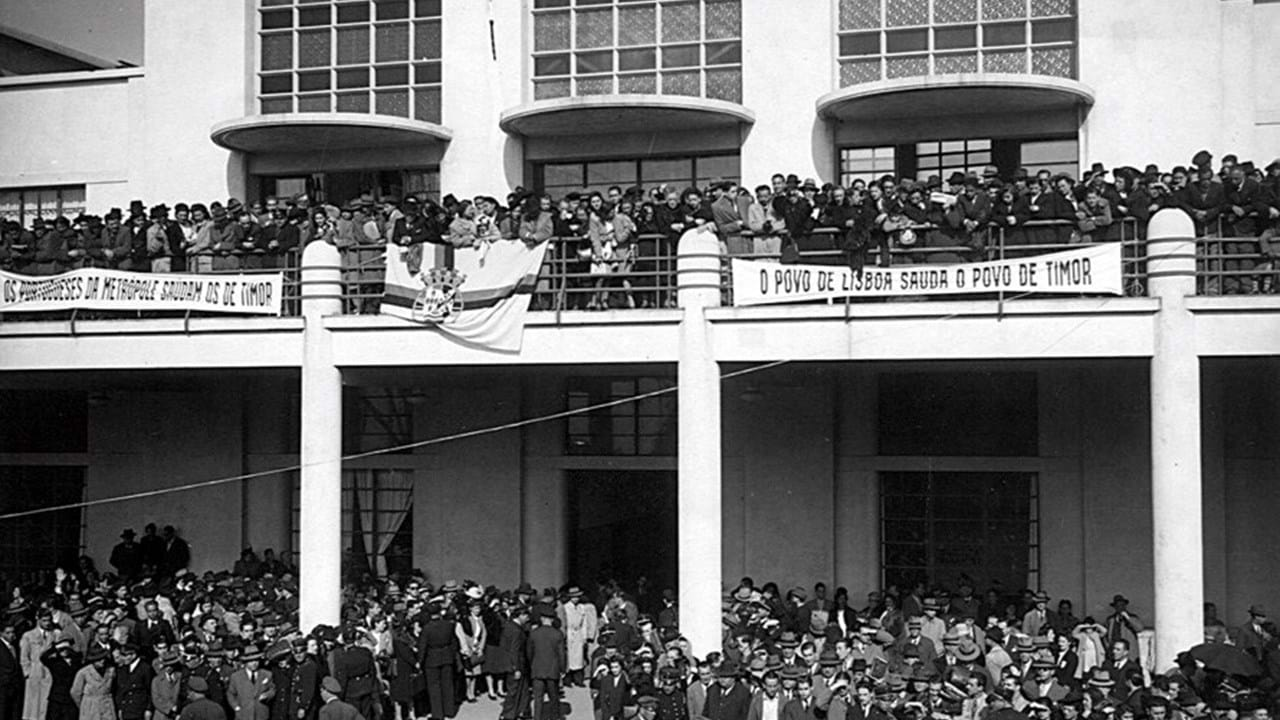
Empfang für die vom Krieg in Timor betroffenen Portugiesen am 15. Februar 1946

Am 15. Februar 1946 traf die Angola im portugiesischen Marinestützpunkt Alcântara aus Portugiesisch-Timor ein. Sie brachte Portugiesen in das Heimatland, die während der Schlacht um Timor im Zweiten Weltkrieg in der Kolonie gelebt hatten. In der Menschenmenge taucht eine weiße Flagge mit dem Wappen Portugiesisch-Timors auf einem grün-roten Kreuz auf.
1961 benutzte eine kleine, linksorientierte timoresische Widerstandsbewegung – das Bureau de Luta pela Libertação de Timor (BLLT) – eine Flagge, die bereits einige Elemente der heutigen Nationalflagge aufwies. Sie bestand aus einer gelbumrandeten schwarzen Scheibe mit einem fünfzackigen weißen Stern auf rotem Tuch. Später gründete das BLLT eine kurzlebige Exilregierung in Jakarta mit dem Namen Vereinigte Republik von Timor, welche dieselbe Flagge verwendete.
Im Jahre 1967 gab es Vorschläge für eigene Flaggen für die einzelnen portugiesischen Kolonien, bei denen auf die Flagge Portugals unten rechts das Wappen der Kolonie hinzugefügt wurde. Die Vorschläge wurden aber nie umgesetzt, genauso wenig wie die Vorschläge von Affonso Dornellas.

Flagge Portugals (1830–1910)
Flagge Portugals (1910–1975)
Flagge des Bureau de Luta pela Libertação de Timor und der Vereinigten Republik von Timor (1961)
Vorschlag für eine Flagge Portugiesisch-Timors 1932
Vorschlag für eine Flagge Portugiesisch-Timors 1932
Vorschlag für eine Flagge Portugiesisch-Timors 1967
Flagge zur Begrüßung von Portugiesen aus Timor 1946

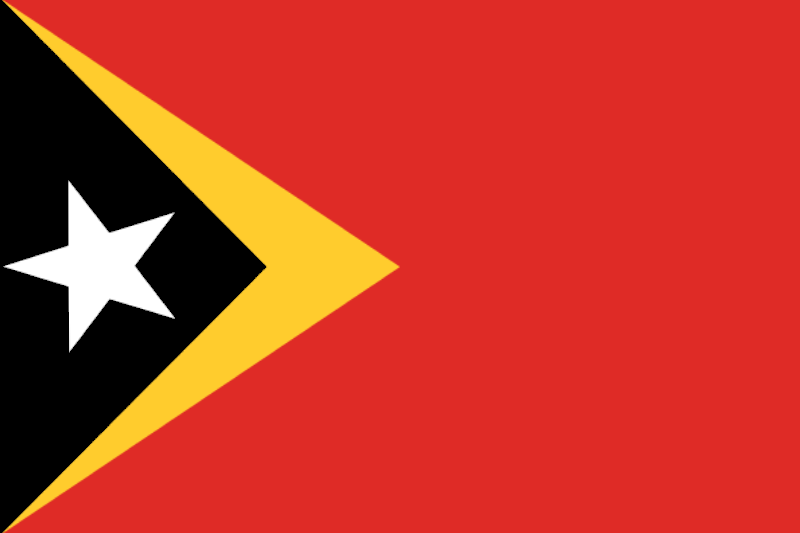
Flagge Osttimors im Verhältnis 2:3, wie sie bereits 1975 verwendet wurde

Nach der Nelkenrevolution in Portugal wurden auch in Portugiesisch-Timor Parteien zugelassen. Die dominierende, linksorientierte Partei Osttimors, die Frente Revolucionária de Timor-Leste Independente (FRETILIN) benutzte in ihrer Parteiflagge die gleichen Farben wie das BLLT und auch den weißen Stern auf schwarzem Grund. Abgesehen von ihrer politischen Orientierung gibt es zwischen beiden Organisationen keine Verbindungen. Inwieweit die Flagge als Vorbild diente oder einfach nur allgemein übliche sozialistische Symbole, wie fünfzackiger Stern und die Farbe Rot auf der Parteiflagge Verwendung fanden, ist nicht geklärt. Basierend auf der Flagge der FRETILIN entwarf der Legende nach der Widerstandskämpfer Natalino Leitão die heutige Nationalflagge in der Nacht vor Ausrufung der Unabhängigkeit von Portugal am 28. November 1975. Die beginnende Besetzung des Landes durch Indonesien hatte die FRETILIN in Zugzwang gebracht. Heutzutage ist der 28. November der Nationalfeiertag Osttimors, an dem offizielle Gebäude beflaggt werden. Nur neun Tage nach der Unabhängigkeitserklärung begann Indonesien offen mit der Invasion Osttimors. Natalino Leitão kam dabei ums Leben.

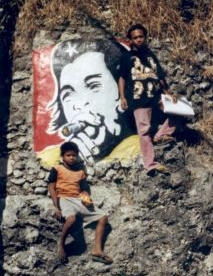
Che Guevara in den timoresischen Nationalfarben in Baucau/Osttimor

Die Unabhängigkeitserklärung war nur von wenigen Staaten anerkannt worden. Politisch wurde Indonesien durch die USA und Australien unterstützt, da man aufgrund der linken Orientierung der FRETILIN ein zweites Kuba befürchtete. Inwieweit die rote Grundfarbe und die gewisse Ähnlichkeit des Flaggendesigns zur Flagge Kubas diese Vermutung unterstützten, ist strittig. Dass die Flagge Kubas oder die Flagge Mosambiks Vorbild für Leitãos Dreiecks-Entwurf waren, kann nur vermutet werden. Zumindest gab und gibt es in Osttimor Sympathien für Kuba und insbesondere für Ernesto Che Guevara. Zu Mosambik und dessen Regierungspartei FRELIMO hatte die FRETILIN schon damals enge Beziehungen.

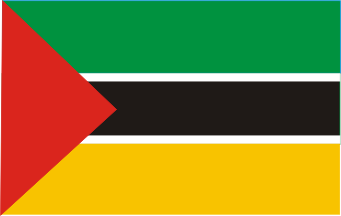
Flagge der FRELIMO
Flagge Mosambiks
Flagge Kubas

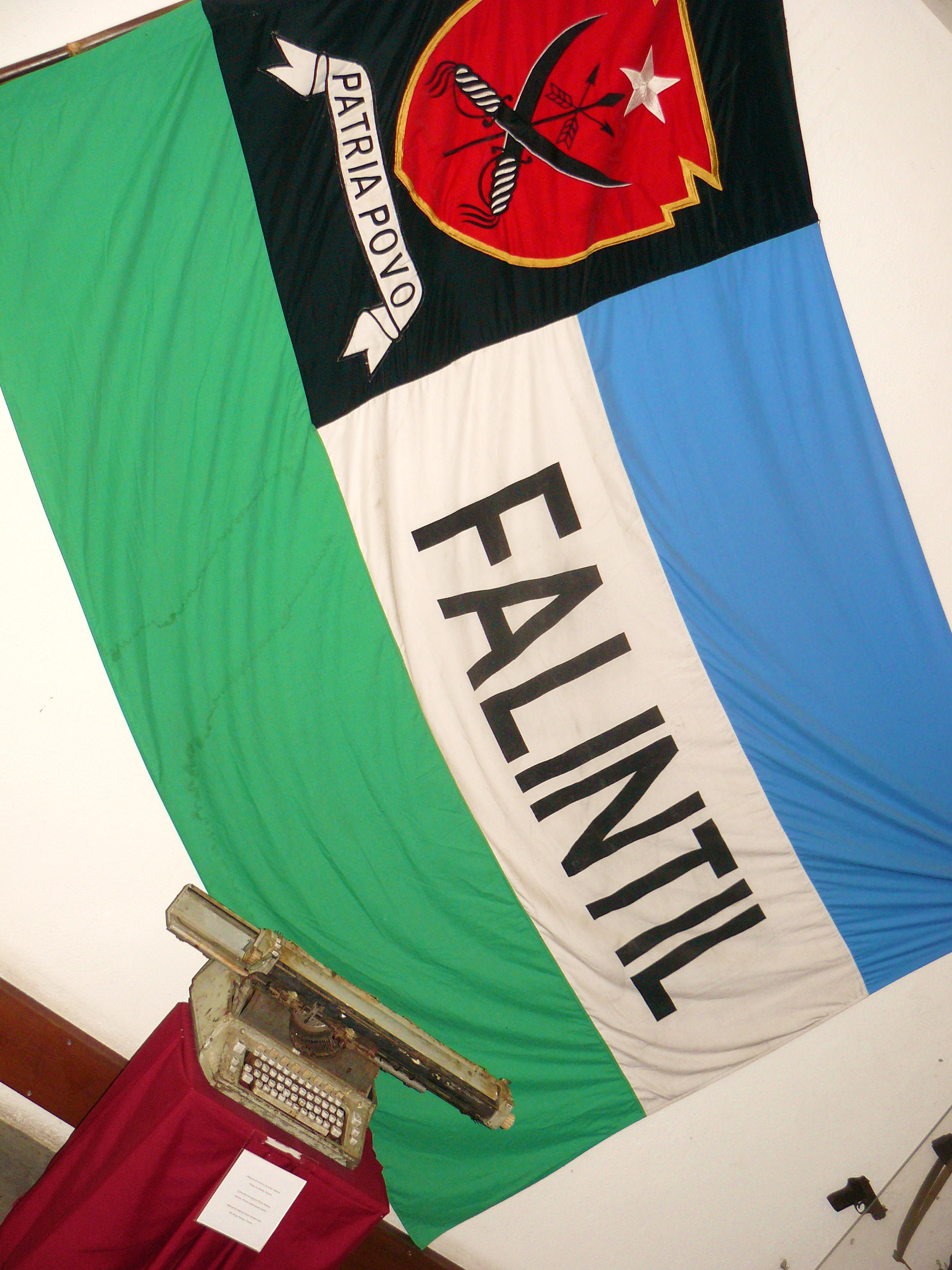
Variante der Flagge der FALINTIL im Nationalmuseum des Widerstands

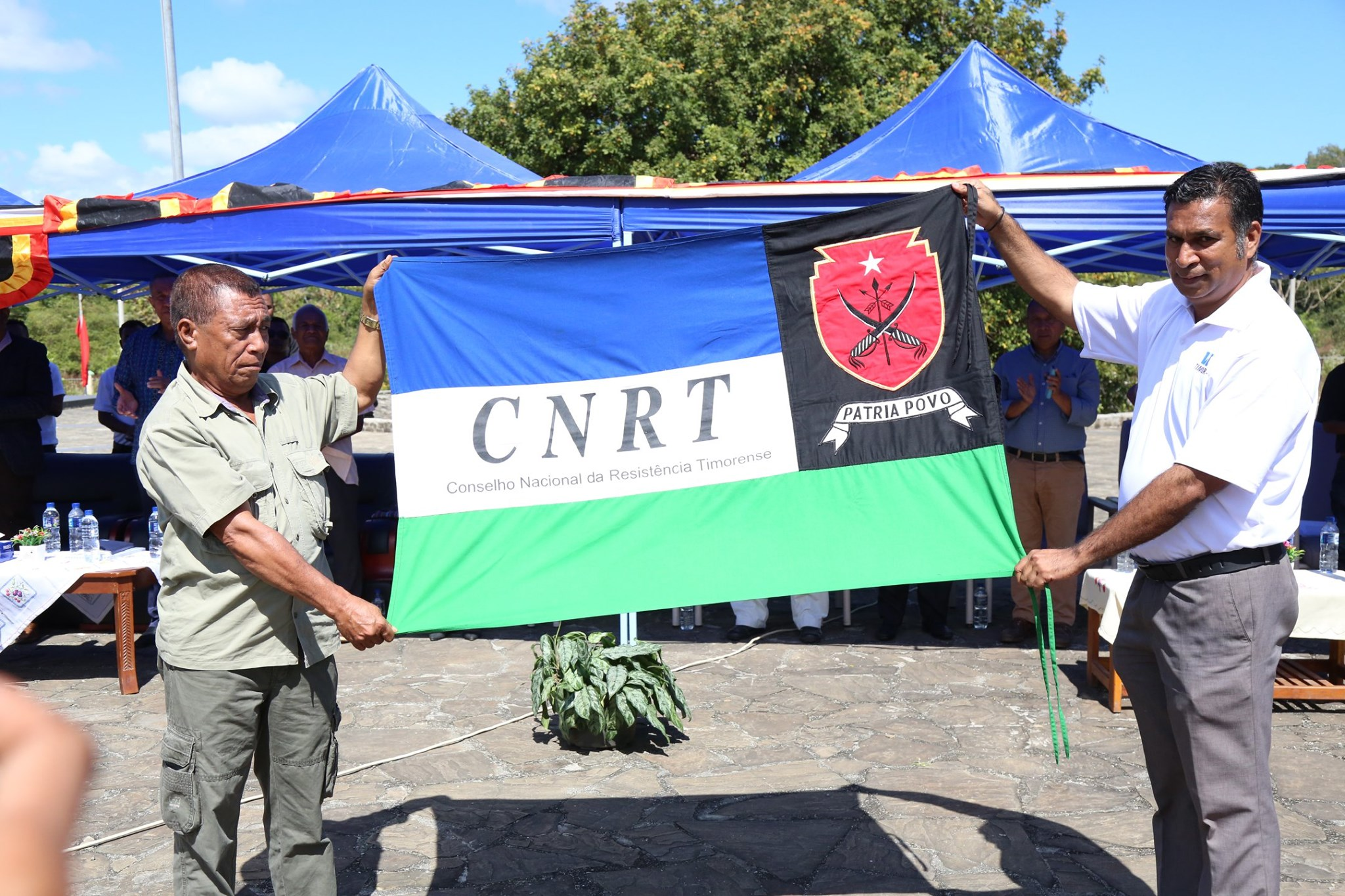
Variante der Flagge des Conselho Nacional de Resistência Timorense mit dem vollständigen Namen der Organisation

Jenseits der parteipolitischen Zugehörigkeit wurde die Flagge der FRETILIN für die Menschen in der Zeit der Besatzung immer mehr zum Symbol der Organisation des Widerstands und die Nationalflagge von 1975 zum Symbol der Bevölkerung und ihrem Drang zur Unabhängigkeit. Auf die Verwendung der Flaggen reagierte die Besatzungsmacht mit schweren Repressionen. Die Verwendung anderer als die Flagge Indonesiens war verboten. Bis 1999 wurde Osttimor von Indonesien als Provinz regiert, während es international als „abhängiges Territorium unter portugiesischer Verwaltung“ galt. Als indonesische Provinz erhielt es auch eine Provinzflagge, die aber nur im Büro des Gouverneurs verwendet wurde, wie es bei allen Provinzflaggen üblich war. Die Flagge Timor Timurs, wie Osttimor damals offiziell hieß, zeigte das Provinzwappen auf einem orangen Grund. Als 1989 eine portugiesische Parlamentsdelegation Osttimor besuchen sollte, verteilte die indonesische Regierung 30.000 indonesische Flaggen, die an den Häusern von Dili gesetzt werden sollten. Damit wollte man eine Integration Osttimors in Indonesien belegen.
Den bewaffneten Widerstand gegen die Indonesier führte die FALINTIL, die ursprünglich der militärische Arm der FRETILIN war. 1987 wandelte ihr Führer Xanana Gusmão die FALINTIL zu einer nationalen Armee des osttimoresischen Widerstands um. Er entwarf eine neue blau-weiß-grün-schwarze Flagge der FALINTIL. Der Conselho Nacional de Resistência Timorense (CNRT), der 1998 gegründete Dachverband des osttimoresischen Widerstands, übernahm die FALINTIL-Flagge als parteipolitisch neutrales Symbol. Man ersetzte den Schriftzug „FALINTIL“ durch „CNRT“ und änderte die Symbole im Schild. Bei der FALINTIL fanden sich hier ein gelber, fünfzackiger Stern, zwei traditionelle Schwerter (Suriks) und drei Federn. Der CNRT verwendete statt der Federn einen Speer und zwei Pfeile, der Stern war nun weiß. Die FALINTIL übernahm relativ bald diese Wappenversion für ihre Flagge. Der Schild in der Flagge des CNRT findet sich auch in leicht veränderter Form mit denselben Elementen im späteren ersten Wappen Osttimors (2002–2006) nach der Wiederherstellung der Unabhängigkeit. In den Lagern der FALINTIL war es streng verboten, durch den Schatten der Flagge zu laufen. Angeblich stammt diese Regel aus der Kolonialzeit, in der Timoresen verprügelt worden seien, wenn sie durch den Schatten der Flagge Portugals liefen.
Beim Unabhängigkeitsreferendum in Osttimor 1999 konnte sich die Bevölkerung zwischen der vollen Unabhängigkeit und einem Verbleib bei Indonesien als Special Autonomous Region of East Timor SARET entscheiden. Artikel 20 des Entwurfs für eine Verfassung der SARET sah die Möglichkeit der Annahme eines eigenen Wappens, nicht aber einer eigenen Flagge vor. Stattdessen sollte weiterhin die Flagge Indonesiens verwendet werden. Als die Vereinten Nationen nach dem Referendum die Kontrolle in Osttimor übernahmen, verwendeten sie die Flagge der Vereinten Nationen. Bei den Olympischen Spielen von Sydney im Jahr 2000 nahmen vier osttimoresische Athleten als Independent Olympic Athletes unter der Flagge der Olympischen Spiele teil, da Osttimor noch nicht unabhängig war und es auch kein Nationales Olympisches Komitee gab.

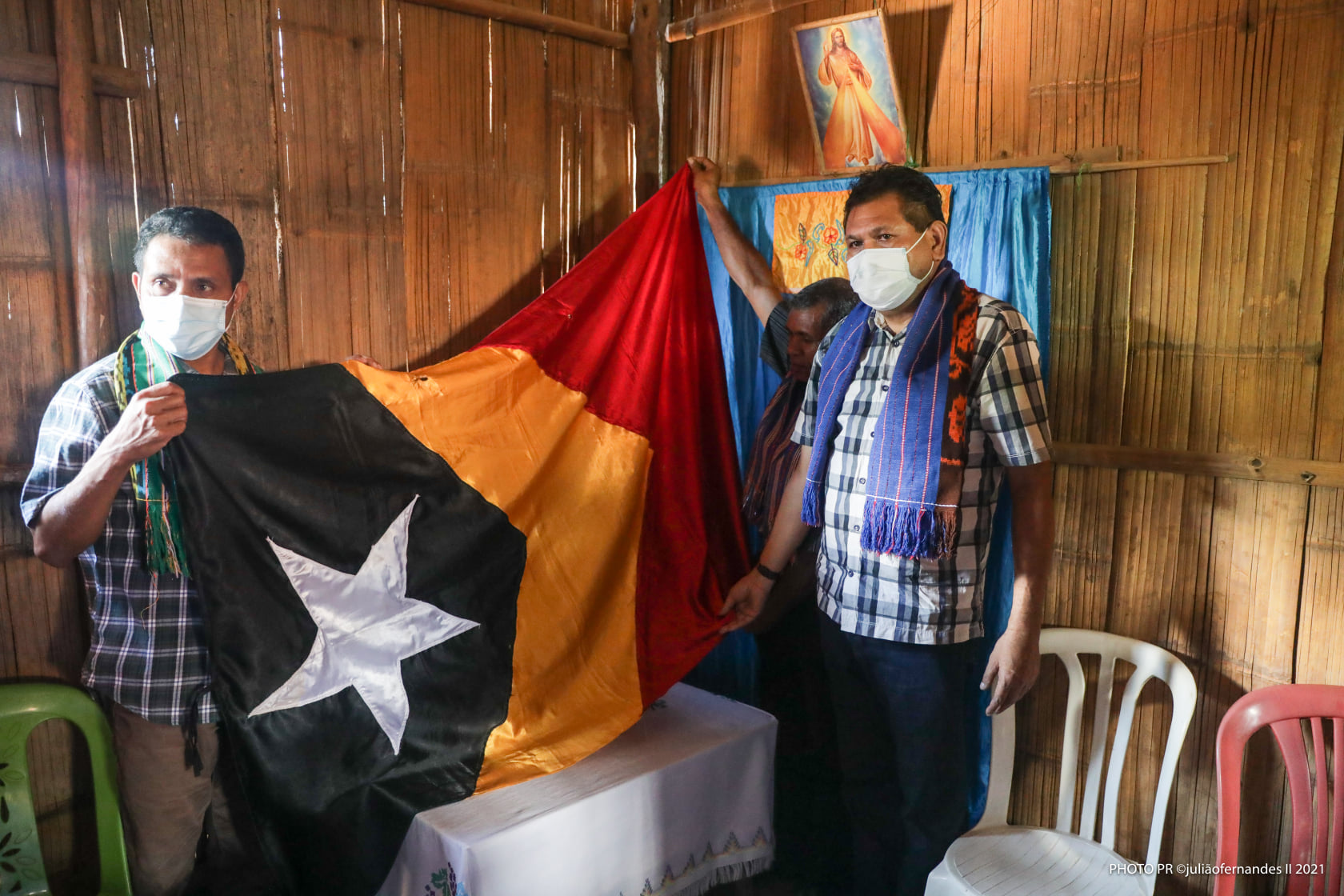
Selbstgemachte Flagge in Assi (Suco Haupu)

Es begann eine Diskussion, welche Flagge ein zukünftiges, unabhängiges Osttimor verwenden sollte. Es gab Stimmen, welche die Änderung der Nationalflagge fordern, da die Flagge von 1975 ein Symbol der FRETILIN sei. Schon beim ersten osttimoresischen Nationalkonvent vom 23. bis 27. April 1998 in Peniche (Portugal) entschieden sich die Delegierten der timoresischen Parteien für die Flagge des CNRT als vorläufige Flagge Osttimors. Im Referendum über die Unabhängigkeit 1999 hatte die UNO auf die Wahlzettel entsprechend zur Entscheidungshilfe die indonesische Flagge für einen Verbleib bei Indonesien und die Flagge des CNRT für die Unabhängigkeit abgebildet. Die Veteranenorganisation CPD-RDTL warf der FRETILIN vor, sie habe die jetzige Nationalflagge monopolisiert. Die Gruppe Colimau 2000 forderte, dass man ein christliches Kreuz in die Nationalflagge aufnehmen solle, um die Bedeutung des Katholizismus in Osttimor zu symbolisieren. Die meisten Parteien und der Großteil der Bevölkerung unterstützen eine Änderung jedoch nicht. Sie sahen in der Nationalflagge ein Symbol für die Leiden im Kampf für die Unabhängigkeit, unabhängig von ihrer Urheberschaft. Die Flagge des CNRT, als Symbol der Einheit der Osttimoresen, fand nicht die gleiche Unterstützung der Bevölkerung.
Auf Demonstrationen in und außerhalb Osttimors wurden fast nur die alte Flagge von 1975 und die FRETILIN-Flagge gezeigt. Gerade die Ähnlichkeit der beiden Flaggen wurde anerkannt in Respekt für die Verdienste der FRETILIN im Unabhängigkeitskampf. So griff man letztlich auf die Flagge von 1975 zurück. Ein weiterer Grund dürfte die überwältigende Mehrheit der FRETILIN im neuen Parlament gewesen sein. Aber auch die Partido Socialista de Timor (PST) hatte die rot-gelb-schwarze Flagge gefordert. Die Flagge wurde am 20. Mai 2002 offiziell wieder eingeführt, als um Mitternacht die Flagge der Vereinten Nationen eingeholt und die Flagge Osttimors gehisst wurde. Die heruntergeholte UN-Flagge wurde in einem gewebten, traditionellen, timoresischen Tuch (Tais) eingeschlagen, um ihre mystischen, spirituellen Kräfte zu schützen. Diese Flagge wurde für die Timoresen zum Symbol der Befreiung und des Schutzes. Die Verteidigungskräfte Osttimors (F-FDTL), in denen die FALINTIL aufgingen, verwenden heute die FALINTIL-Flagge und das Wappen in der Speer-und-Pfeile-Version.

Flagge der FRETILIN
Flagge Indonesiens (1975–1999)
Flagge von Timor Timur.
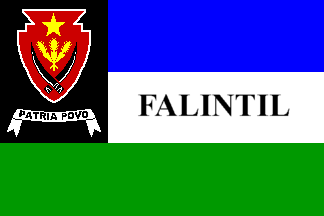
erste Version der Flagge der FALINTIL
Flagge des CNRT (halboffiziell 1998–2002)
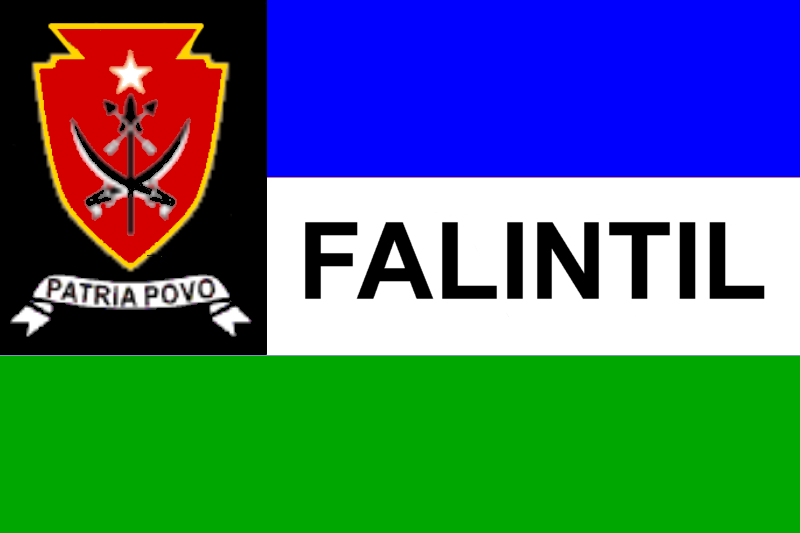
Flagge der F-FDTL
Flagge der Vereinten Nationen (1999–2002)
Flagge der Independent Olympic Athletes 2000

## Flaggen und Symbole der Gemeinden Osttimors

Flagge Dilis bis 1975

Ursprünglich gab es für die Gemeinden Osttimors keine eigenen Flaggen. Allerdings hatte Dili in der Kolonialzeit zwischen 1962 und 1975 als einziger Ort in Portugiesisch-Timor eine Gemeindeflagge, die im Design den portugiesischen Gemeindeflaggen entsprach. Sie war grün-weiß achtfach geständert und zeigte im Zentrum das Stadtwappen: Rot, ein Sandelholzbaum in Silber zwischen zwei Pfeilbündeln mit Hellebarden und Jagdspeer. Über dem Wappenschild eine gemauerte Krone mit fünf Türmen, die Dilis Status als Hauptstadt einer Überseeprovinz repräsentieren. Dazu ein Spruchband mit den Worten „O Sol logo em nascendo vê primeiro“ (Wo die Sonne zuerst geboren). Als Zeichen der Solidarität wurde die Flagge Dilis 1991 im Rathaus Lissabons aufgehängt.
Seit 2015 nehmen die Gemeinden Logos und Wappen als Symbol auf, die dann auch auf Flaggen mit einfarbigem Hintergrund präsentiert werden. So hat die Sonderverwaltungsregion Oe-Cusse Ambeno eine grüne Flagge mit Logo und die Gemeinde Manufahi eine orange Flagge mit dem Wappen. Baucau zeigt sein Wappen auf weißem Hintergrund.

Logo Aileus
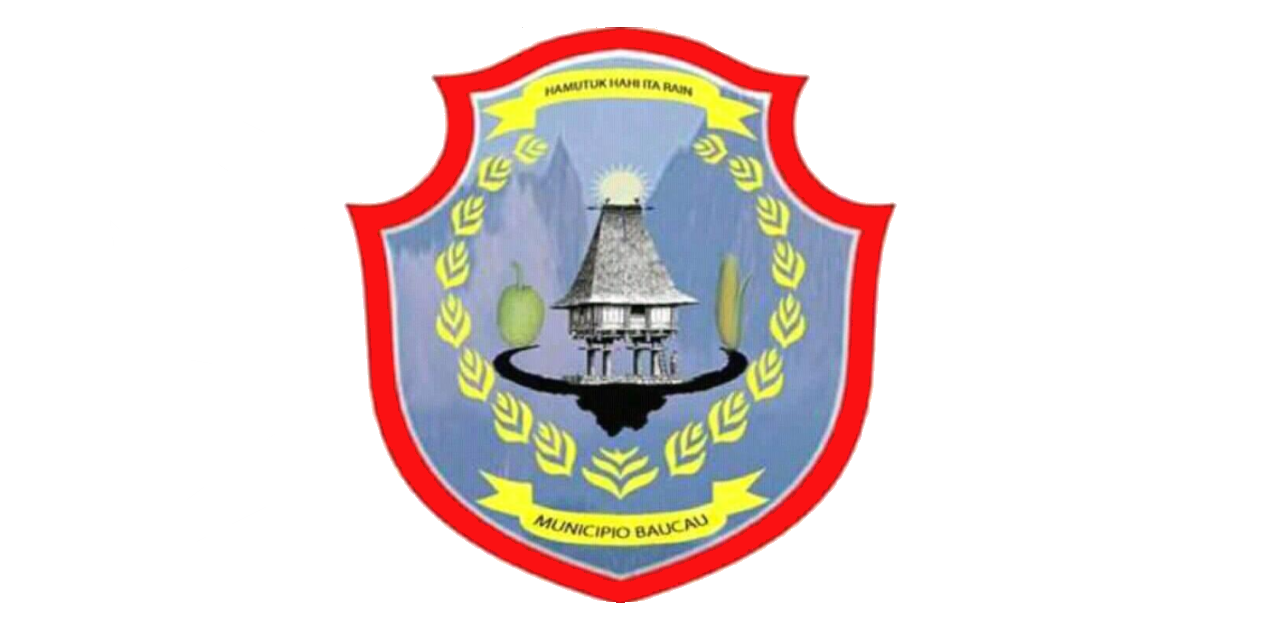
Flagge Baucaus
Logo Cova Limas in Tetum und Portugiesisch
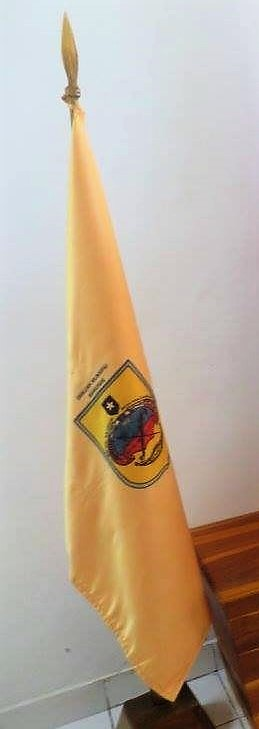
Flagge Manufahis
Symbole Oe-Cusse Ambenos

## Andere Flaggen in Osttimor

Wahlscheinmuster für die Parlamentswahl mit den Flaggen der angetretenen Parteien

Im Laufe der letzten Jahre tauchen immer mehr Flaggen von Behörden, Schulen und anderen Institutionen auf. In der Regel sind es einfarbige Flaggen mit dem Logo oder Wappen der Organisationen. Auch die Fußballvereine des Landes schmücken sich mit Logos und Flaggen.
Vielfältig sind die Flaggen der politischen Parteien Osttimors. Sie dienen als Werbeträger bei politischen Veranstaltungen und wurden auch für Analphabeten als Erkennungszeichen auf den Wahlscheinen der Parlamentswahlen am 30. Juni 2007 abgebildet. Welche Bedeutung die Parteiflaggen für die Anhänger haben, machten drei Vorfälle deutlich, die während der Unruhen nach den Parlamentswahlen 2007 stattfanden. Zu dieser Zeit hatten Anhänger der FRETILIN ihre Flaggen in ihren östlichen Hochburgen als Zeichen des Protestes gegen die neue Regierung aufgehängt. Australische Truppen sollen daraufhin drei FRETILIN-Flaggen verunglimpft und gestohlen haben. Der australische Kommandeur, Brigadier John Hutcheson, gab persönlich eine der Flaggen zurück und bedauerte den Vorfall. Die zwei anderen Flaggen wurden über andere Behörden zurückgegeben. FRETILIN-Generalsekretär Alkatiri forderte trotzdem den Abzug der Australier, da sie nicht mehr neutral seien.
Bei katholischen Prozessionen und Feierlichkeiten, sieht man blau-weiße und gelb-weiße Flaggen, letztere teilweise mit roten Kreuzen. Blau-Weiß (wie sie auch auf der ehemaligen Flagge Portugals zu finden war) sind die traditionellen Farben Unserer Lieben Frau der Empfängnis (Nossa Senhora da Conceição). Maria gilt als Schutzpatronin des Landes. Gelb und Weiß sind die Farben der katholischen Kirche (siehe auch: Flagge der Vatikanstadt).
Die Veteranenorganisation CPD-RDTL zeigte ursprünglich auf ihren Demonstrationen die Nationalflagge Osttimors. Ende 2012 wurden aber Flaggen verwendet, die in ihrem Design an die Flagge des Bureau de Luta pela Libertação de Timor von 1961 erinnert.

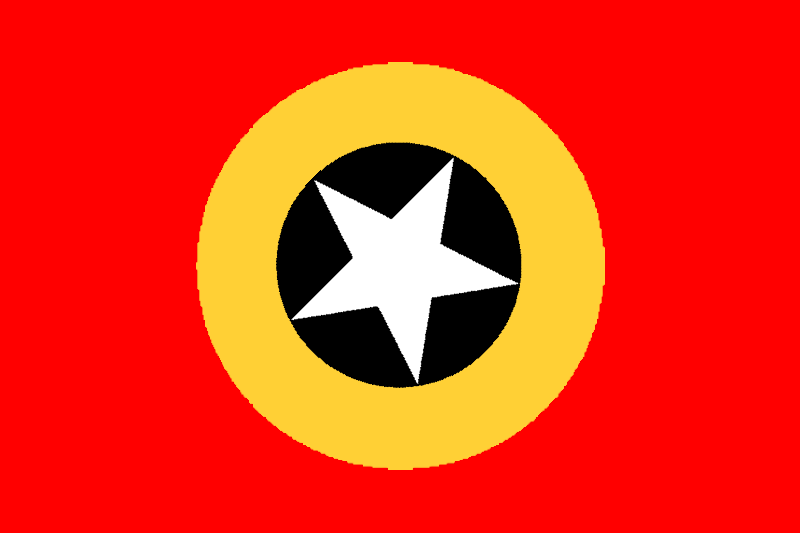
CPD-RDTL
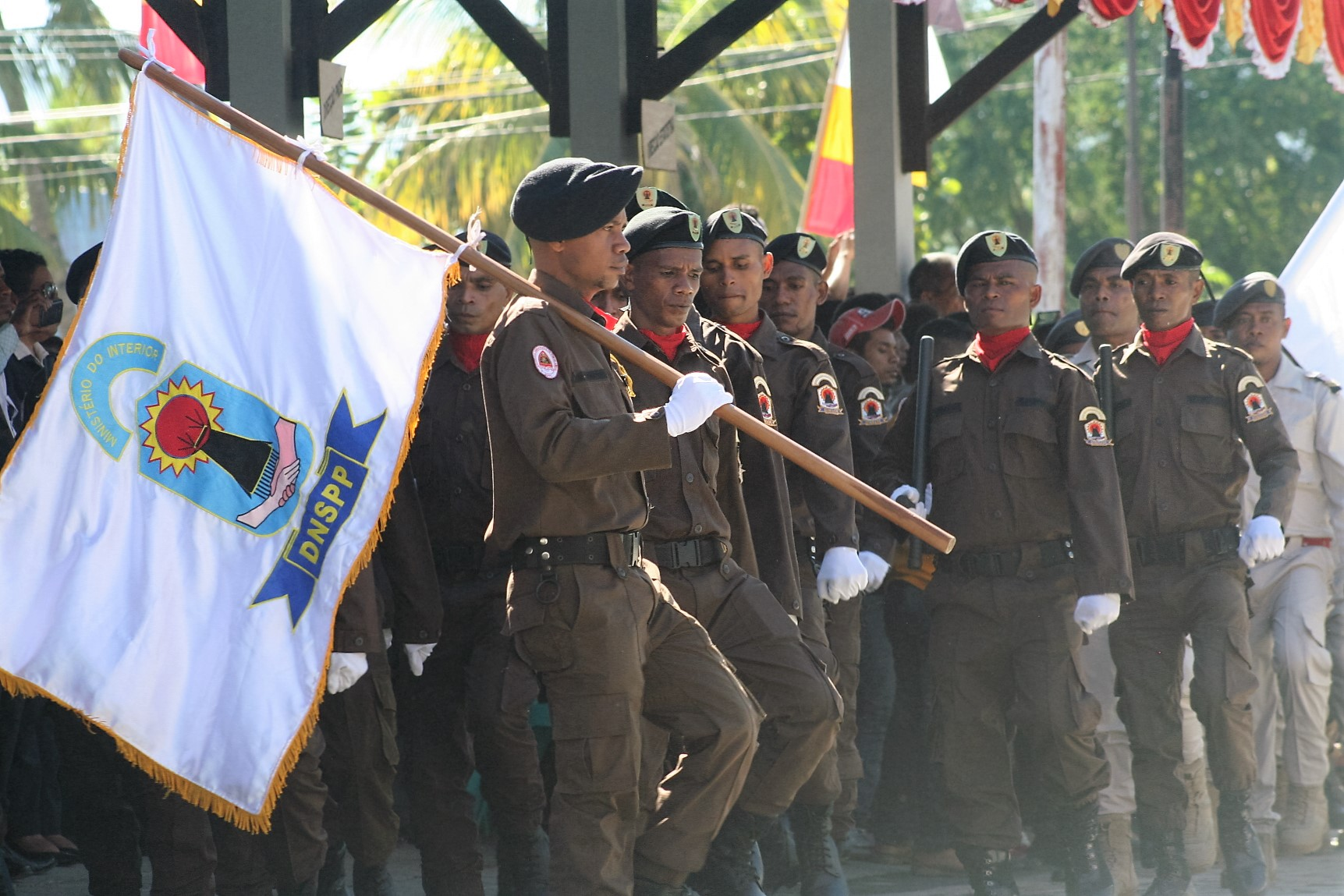
Direição Nasional Serviço Partimonho Publico
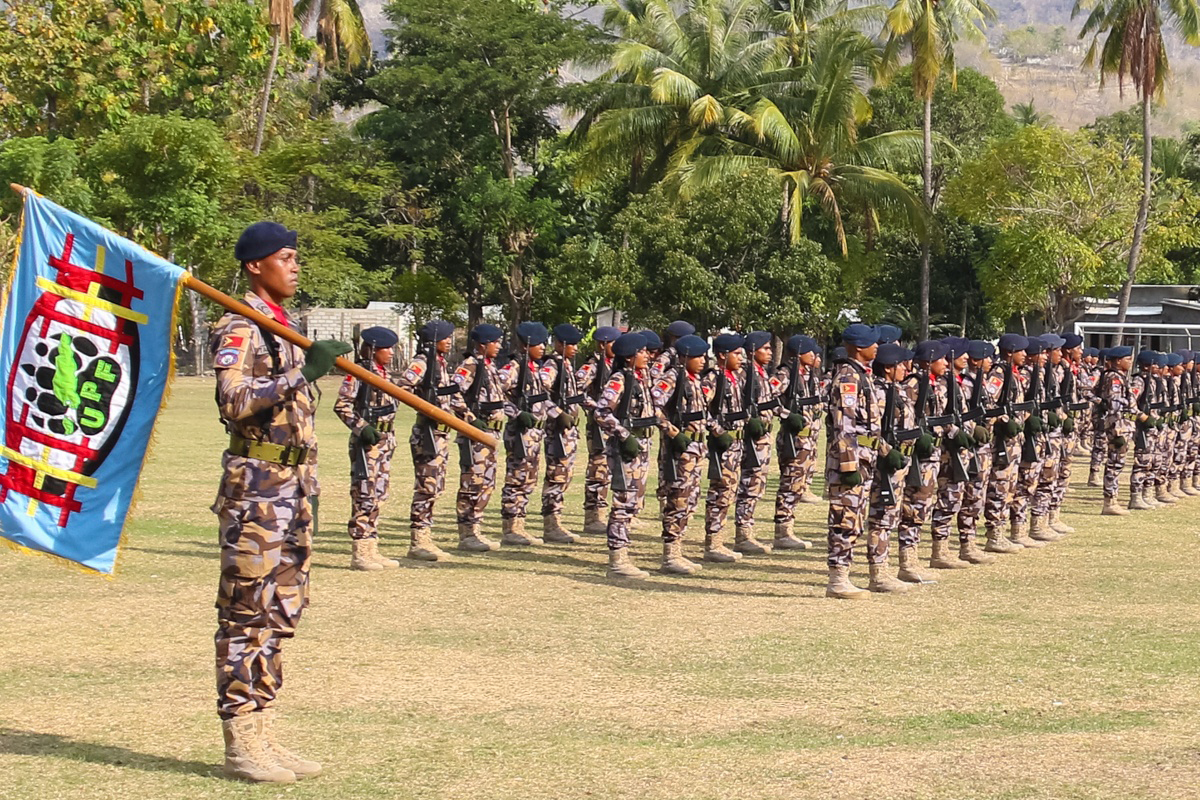
Unidade de Patrulhamento de Fronteira
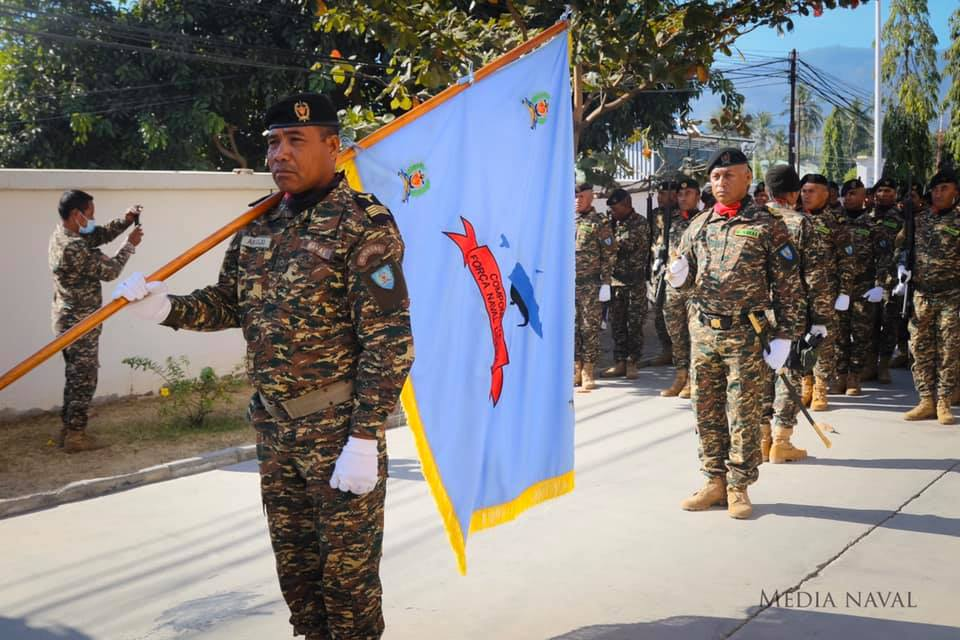
Marinestreitkräfte
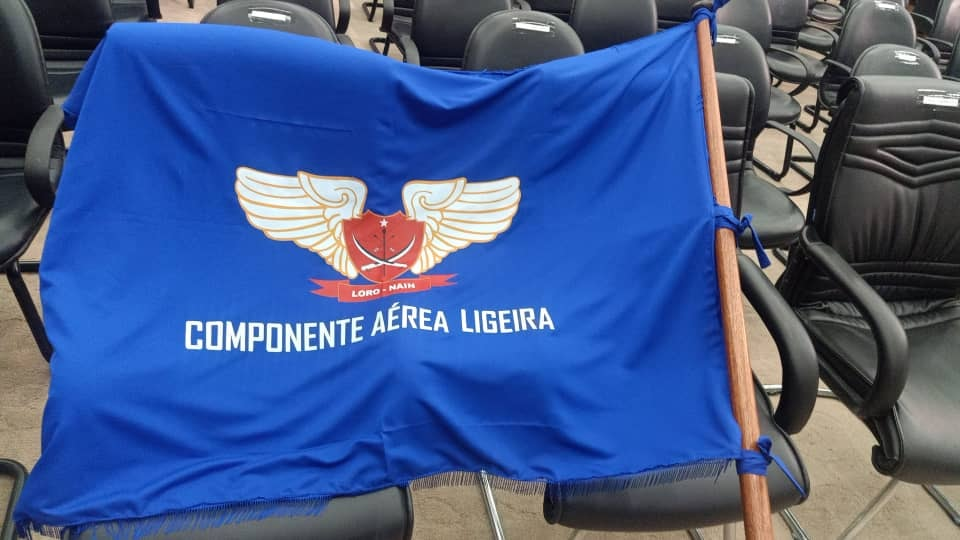
Komponente Aérea Leijeira
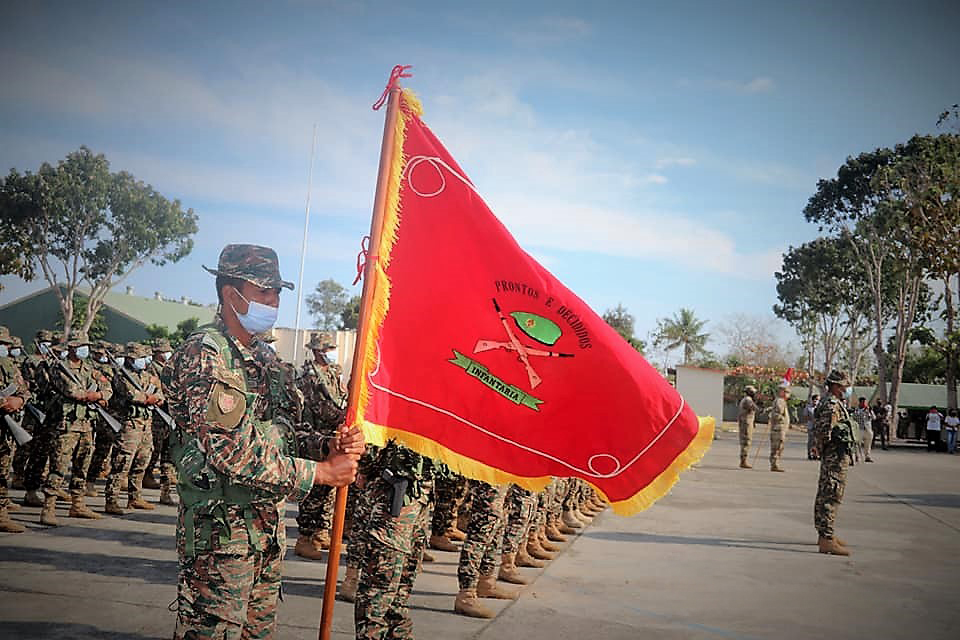
Flagge der Landstreitkräfte Osttimors
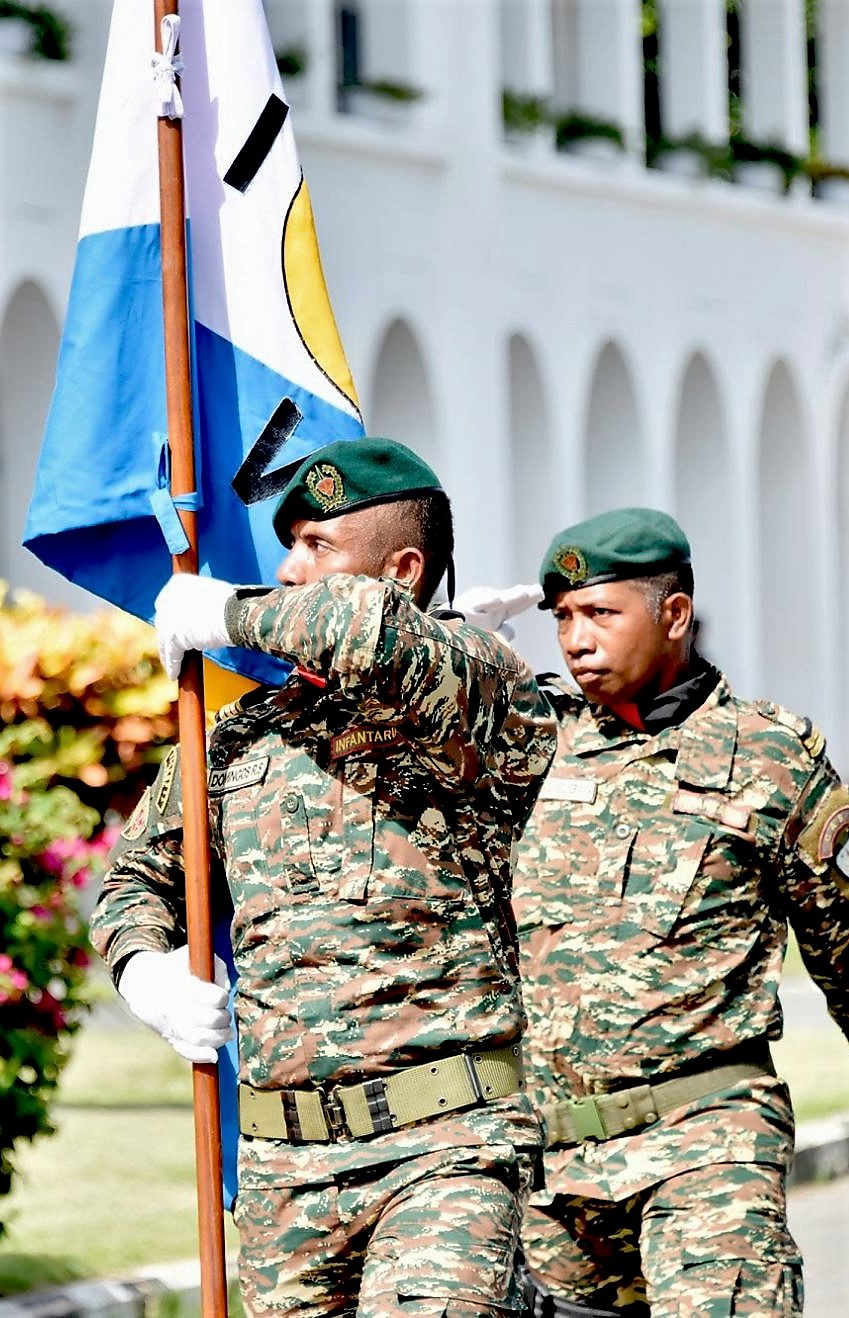
Infanterie
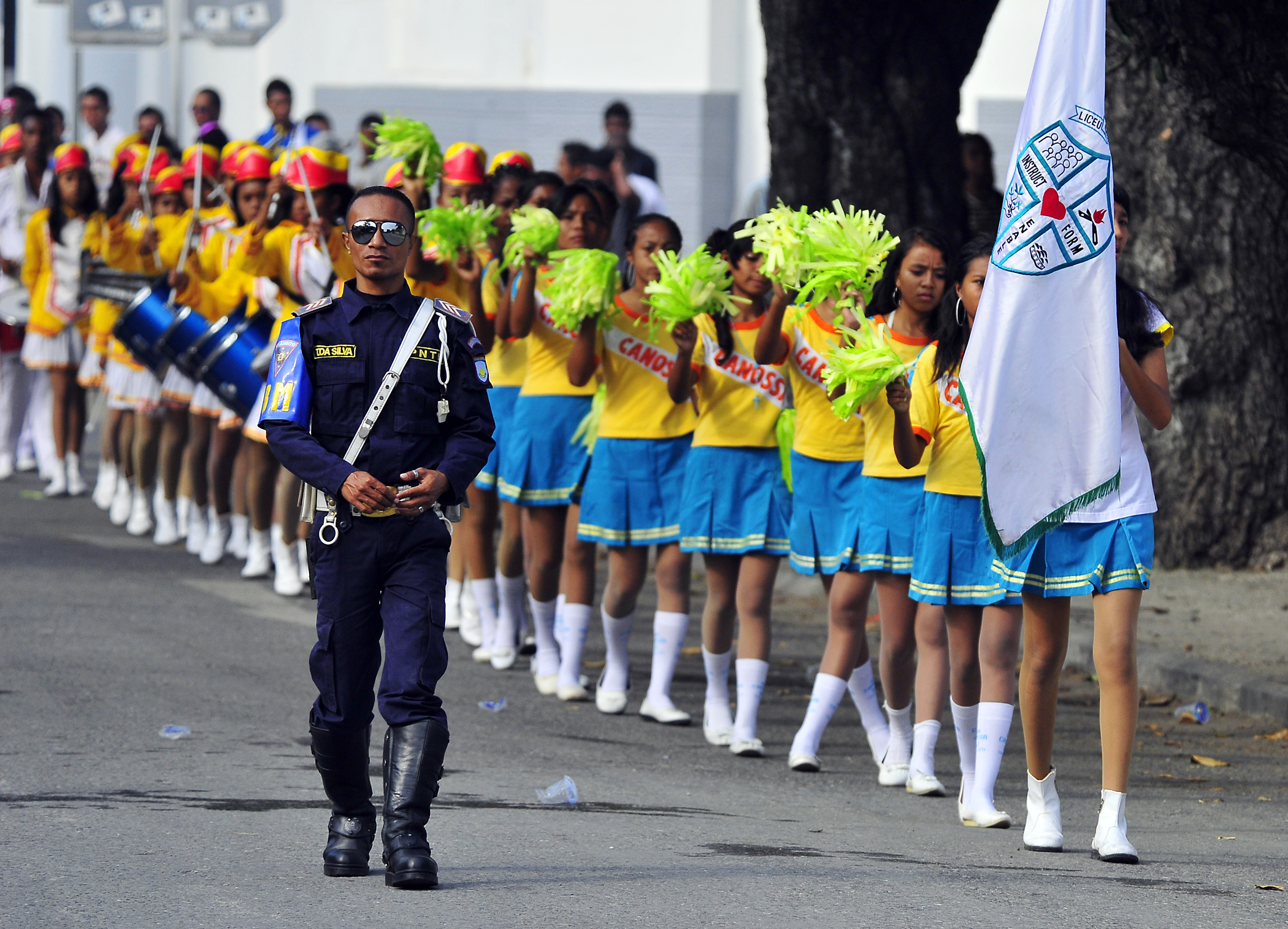
Schulflagge des Liceu Canossa Comoro
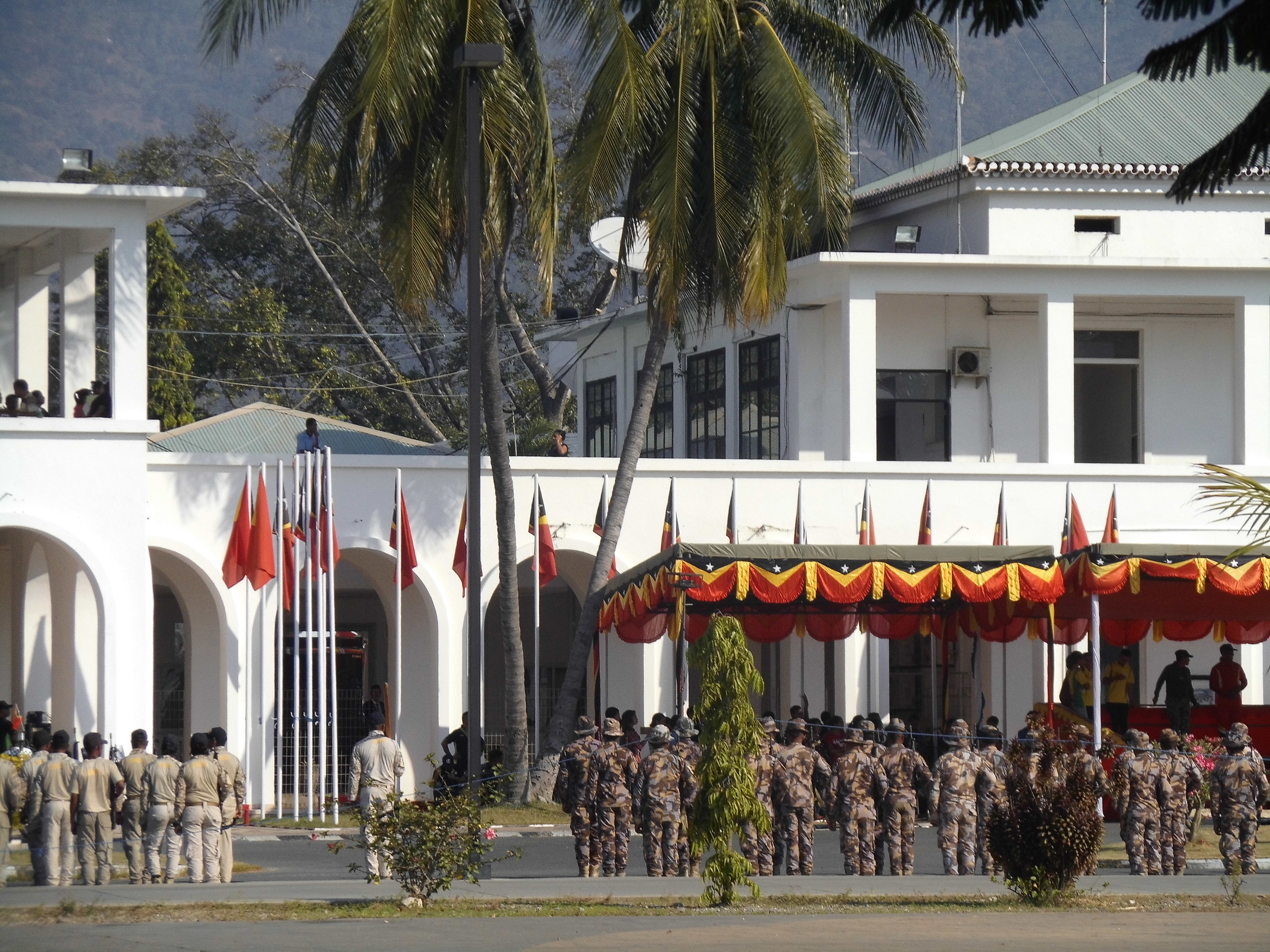
Dekoration in Form der Nationalflagge
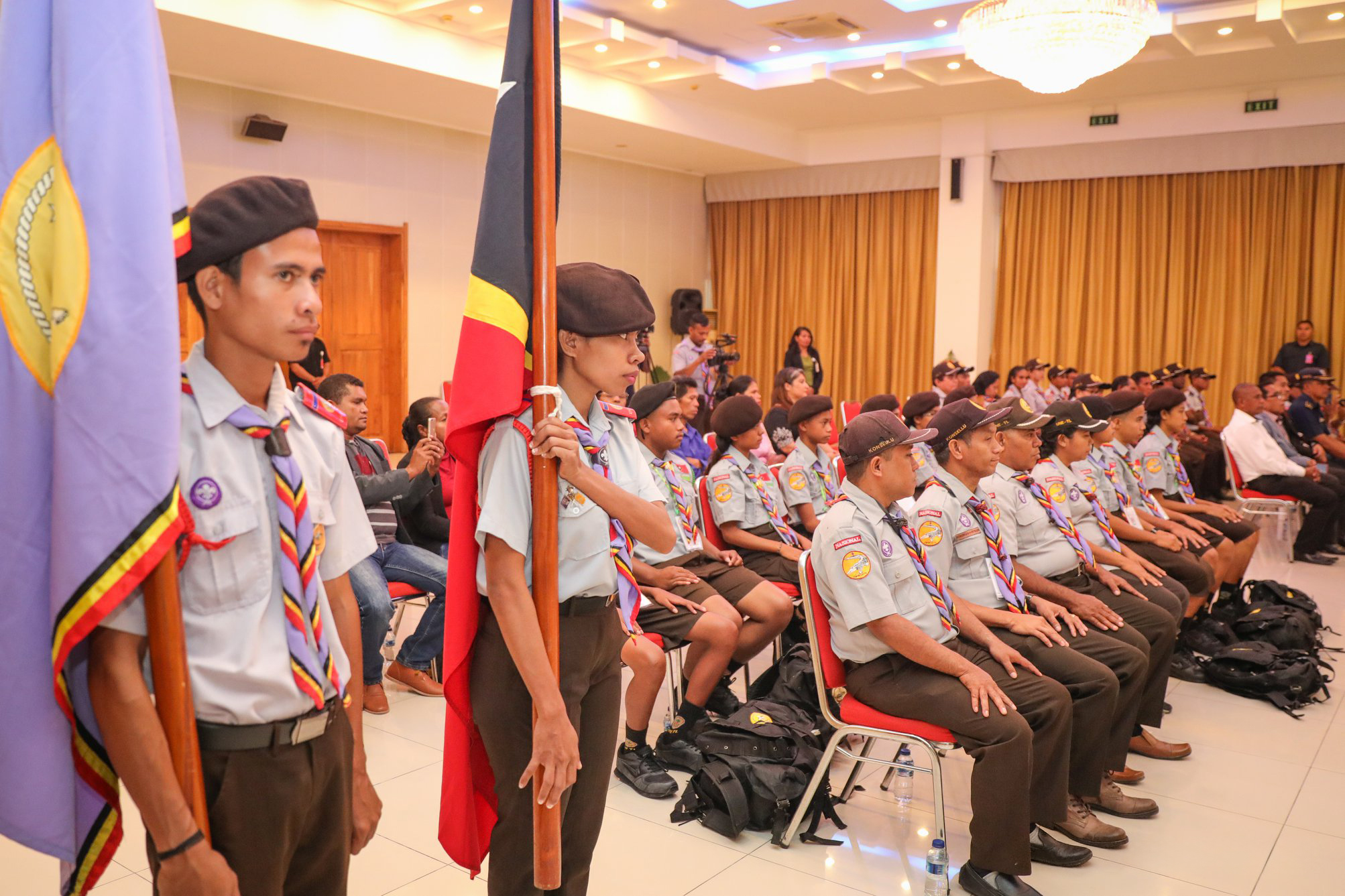
União Nacional dos Escuteiros de Timor-Leste
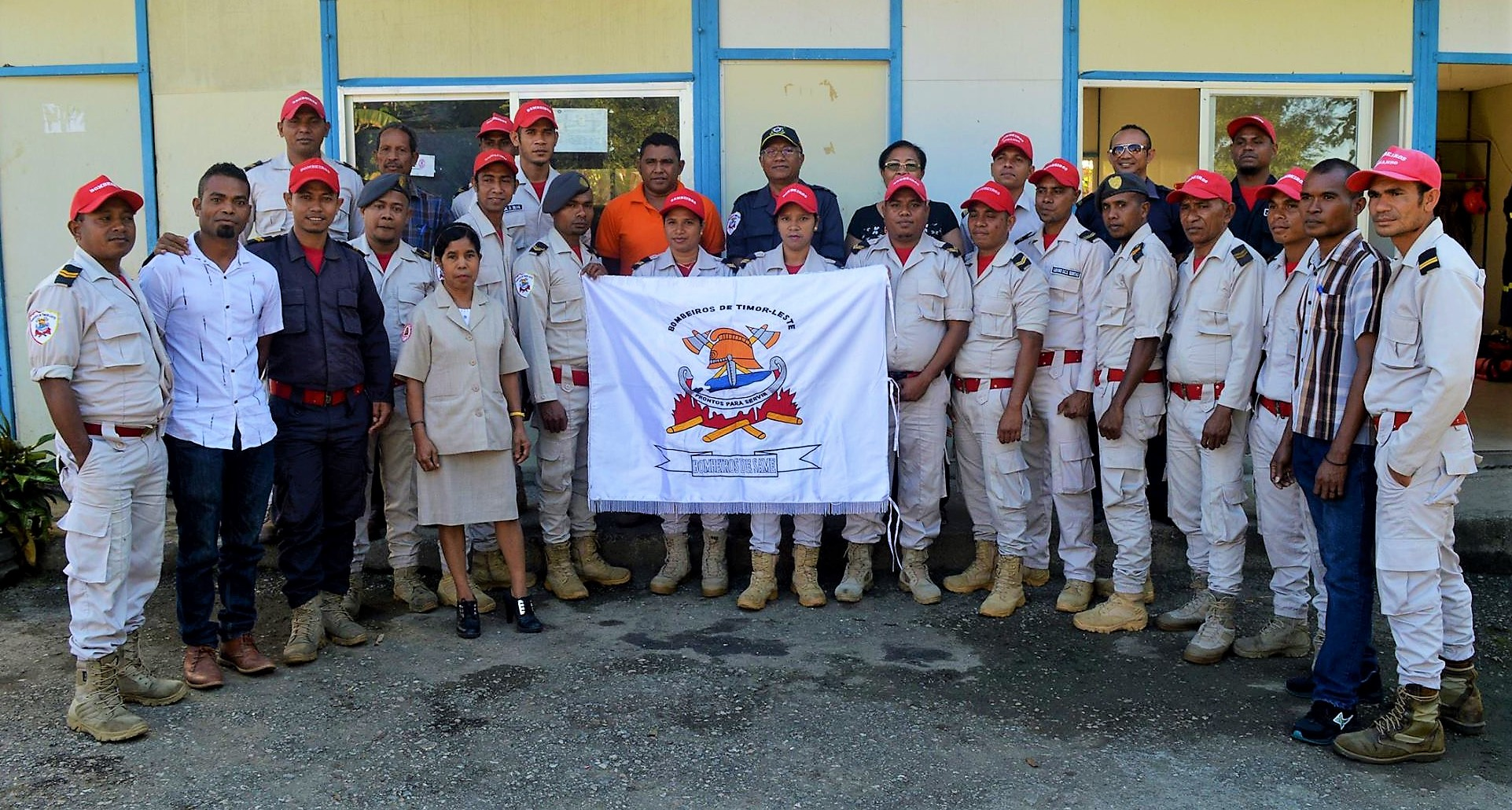
Feuerwehr in Same

## Sonstiges

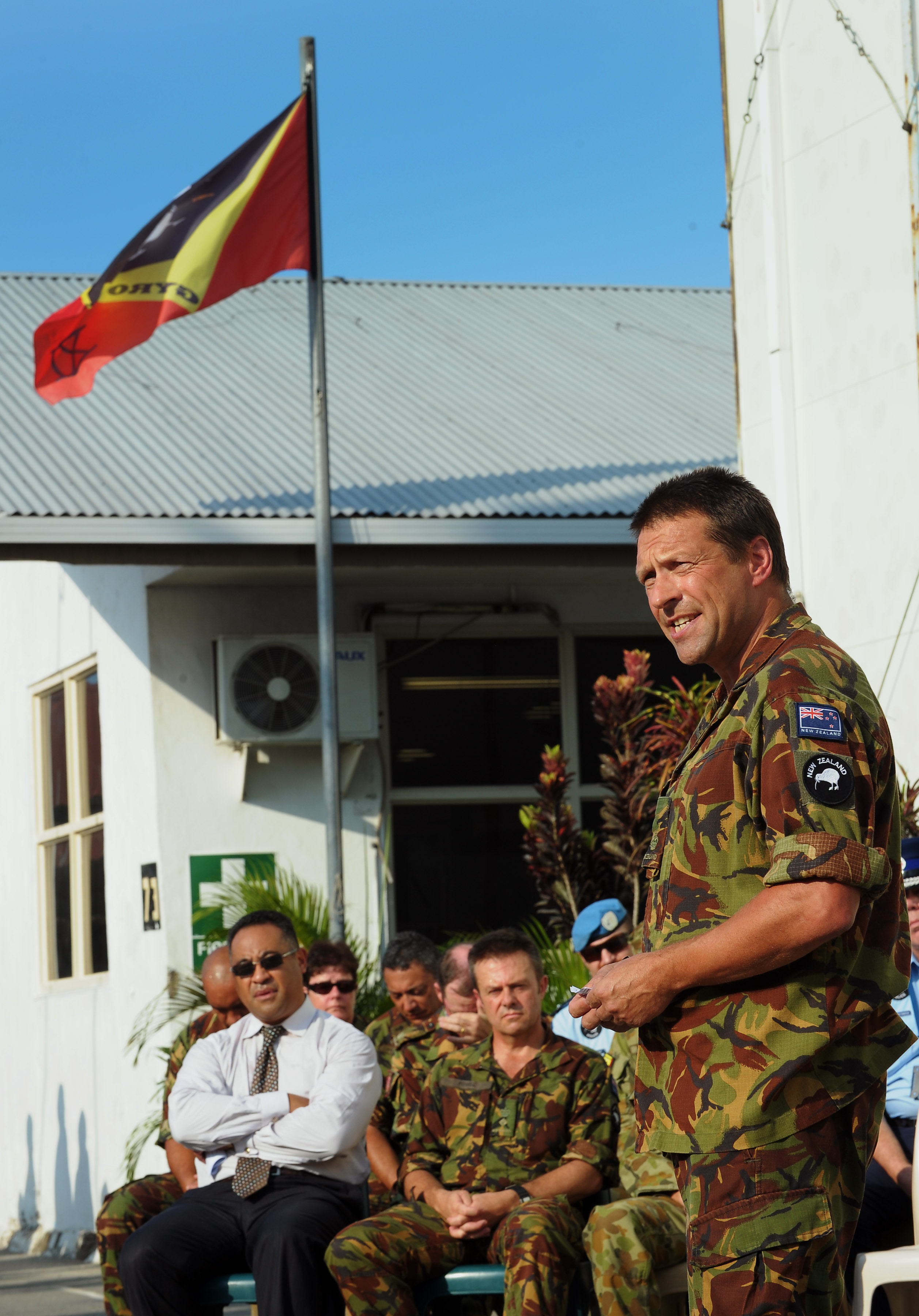
Flagge der International Stabilization Force

Nach der Unabhängigkeit erhielt jedes Dorf des Landes ein Exemplar der neuen Nationalflagge, die ihnen in einer feierlichen Zeremonie übergeben wurde. Bewusst oder unbewusst folgt man hier der portugiesischen Tradition, bei der man den Vasallen die portugiesische Flagge übergab.
Im Lied Timor der kolumbianischen Sängerin Shakira, das von der Gewalt in Osttimor 1999 und der mangelnden Berichterstattung darüber in der westlichen Welt handelt, heißt es in einer Zeile „For our flag, we die or kill“ („Für unsere Flagge sterben oder töten wir“). Offizielle Ehrungen der Flagge, wie eine eigene Flaggenhymne nach dem Vorbild Boliviens oder eine Erwähnung in der Nationalhymne, gibt es ebenso wenig wie einen besonderen Tag der Flagge, was manche bei einer so jungen Nation als einendes Symbol zwar erwarteten, was aber nicht der portugiesischen Tradition entspricht.
Seit dem 1. August 2011 wird an jedem ersten Montag des Monats die Nationalflagge vor öffentlichen Einrichtungen gesetzt. Ebenso am 2. Februar (Tag der Verteidigungskräfte Osttimors FDTL), am 27. März (Tag der Nationalpolizei Osttimors PNTL) und am 20. August (Tag der FALINTIL). Die Flagge wird jeweils um 8 Uhr morgens gesetzt, Angestellte und Beamte der Einrichtung sind dabei alle anwesend und singen die Nationalhymne.
Bei den Feiern zum siebten Jahrestag der Unabhängigkeit am 20. Mai 2009 fiel die Nationalflagge zu Boden. Viele Timoresen sahen das als böses Omen an. Bei der Flaggenzeremonie 2002 flatterte die Flagge nicht im Wind und es kam wenige Monate darauf zu gewaltsamen Unruhen. Die Oppositionspartei FRETILIN sah im erneuten Vorfall ein Zeichen, dass die Regierung in Schwierigkeiten steckt und eine der größten Zeitungen des Landes, die Timor Post, berichtete auf der Titelseite von dem Geschehen.
2016 kritisierten die Abgeordneten Manuel Castro, Manuel Guterres und Natalino dos Santos Nascimento, dass vermehrt Leute auf die Flagge schreiben, zum Beispiel mit Unterschriften. Dies sei aus Sicht der Politiker ein „Verbrechen“, gegen das die Polizei vorgehen solle. Die Flagge, die „mit Knochen und Blut“ erkauft worden sei, werde dadurch entweiht.
Heftige Reaktionen in den Sozialen Netzwerken löste der Jesuit Joaquim Sarmento, als er ein Bild von sich mit der Nationalflagge postete, auf der er das Emblem der Jesuiten in Osttimor gemalt hatte. Viele Kritiker empfanden dies als Schändung der Flagge und Beleidigung der Märtyrer des Landes. Sarmento wurde von der Kriminalpolizei lud den Pater zur Aufnahme der Personalien vor und er sollte die Umstände erklären. Sarmento entschuldigte sich öffentlich, nannte seine Tat einen Fehler und betonte, dass er niemanden hatte beleidigen wollen.

## Weblinks

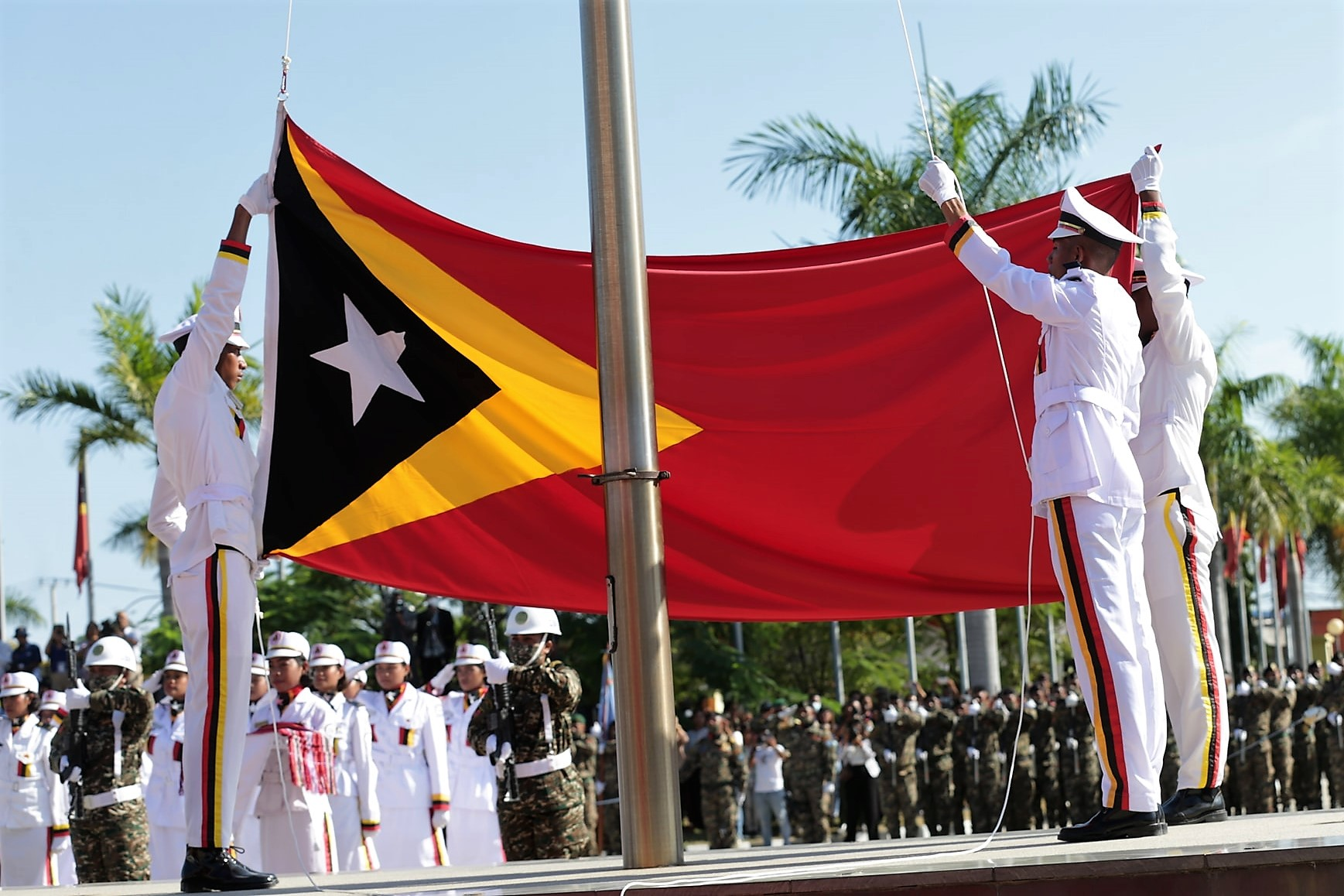
Fahnenzeremonie am Unabhängigkeitstag (20. Mai)

### Bilder
- Setzen der Flagge Osttimors bei der UNO (Memento vom 15. Januar 2007 im Internet Archive)
- Flagge in Com/Osttimor. Beispiel für eine Flagge mit dunklem Gelb.
- Flagge Osttimors am Nationalparlament. Beispiel für eine Flagge mit hellem Gelb. (Memento vom 5. Januar 2011 im Internet Archive)
- Flagge Osttimors bei einer Demonstration. Beispiel für eine Flagge mit geradem Stern.
- Die Flagge Osttimors auf einer Briefmarke (Memento vom 2. Juni 2011 im Internet Archive)

## Belege
- Verfassung der Demokratischen Republik Timor-Leste (englisch)
- Bilder und Informationen über die Flaggen Osttimors auf FOTW (englisch)
- Konstruktionsvorlage der Flagge Osttimors laut UNTAET